# Forner caragolet
El forner caragolet (Phleocryptes melanops) és una espècie d'ocell de la família dels furnàrids (Furnariidae) i única espècie del gènere Phleocryptes.

## Hàbitat i distribució
Habita zones de canyars i aiguamolls, localment en zones costaneres des del nord del Perú cap al sud fins Xile central. També a terres baixes des del Perú, cap a l'est, a través del centre i sud-oest de Bolívia, sud del Paraguai i Uruguai fins al sud-est del Brasil i, cap al sud, a través de l'Argentina fins Terra del Foc.